# Халтаун (Мисури)
Халтаун (енгл. Halltown) град је у америчкој савезној држави Мисури.

## Демографија
По попису из 2010. године број становника је 173, што је 16 (-8,5%) становника мање него 2000. године.
| Група             | 2000.       | 2010.        |
| Белци             | 187 (98,9%) | 173 (100,0%) |
| Афроамериканци    | 0 (0,0%)    | 0 (0,0%)     |
| Азијати           | 0 (0,0%)    | 0 (0,0%)     |
| Хиспаноамериканци | 0 (0,0%)    | 0 (0,0%)     |
| Укупно            | 189         | 173          |